# توم جيلز
توم جيلز (بالإنجليزية: Tom Gillis)‏ هو لاعب غولف أمريكي، ولد في 16 يوليو 1968 في بونتياك في الولايات المتحدة.

## وصلات خارجية
- توم جيلز على موقع رابطة لاعبي الغولف المحترفين (الإنجليزية)
- توم جيلز على موقع رابطة أوروبا للاعبي الغولف المحترفين (الإنجليزية)
- توم جيلز على موقع التصنيف العالمي الرسمي للغولف (الإنجليزية)